# 汝北郡
汝北郡，中国南北朝时设置的郡。
北魏孝昌（525年—528年）初年设置，治所在阳人城（今河南省汝州市西）。东魏天平二年（535年）废。武定元年（543年）复置，治所在梁雀坞（今汝州市东北），五年移治石台县（今汝州市西南）。北齐时，移治南汝原县（今汝州市），旋改为汝阴郡。 